# Линдфорс, Адольф
Адольф Валентин Линдфорс (фин. Adolf Valentin Lindfors; 8 февраля 1879 — 5 мая 1959) — финский борец греко-римского стиля, олимпийский чемпион.
Адольф Линдфорс родился в 1879 году в Порвоо (Великое княжество Финляндское). В 1905 и 1907 годах стал чемпионом Финляндии по греко-римской борьбе, в 1908 и 1909 годах занял на чемпионате Финляндии вторые места, в 1910 вновь стал чемпионом Финляндии. В 1911 году на прошедшем в Хельсинки чемпионате мира Адольф Линдфорс занял второе место в своей весовой категории. В 1912 году он занял третье место чемпионата Финляндии и принял участие в Олимпийских играх в Стокгольме, но из-за травмы не смог дойти до финала. В 1913 году он снова стал чемпионом Финляндии
После обретения Финляндией независимости Адольф Линдфорс в 1920 году принял участие в Олимпийских играх в Антверпене где завоевал золотую олимпийскую медаль.